# تلمبة يا محمد (نغار بردسير)
تلمبة يا محمد (بالفارسية: تلمبه یامحمد) هي مستوطنة تقع في إيران في كرمان. يقدر عدد سكانها بـ 18 نسمة .